# Halemirle, Krishnarajanagara
Halemirle là một làng thuộc tehsil Krishnarajanagara, huyện Mysore, bang Karnataka, Ấn Độ.